# Tajumulco
A Tajumulco egy kialudt vulkán Guatemala San Marcos megyéjében, közel Mexikó határához. A 4220 m magas hegy az ország legmagasabb csúcsa és egyben Közép-Amerika legmagasabb vulkánja. Két, egymáshoz közeli, egy északnyugat–délkeleti tengely mentén elhelyezkedő csúcsa van, közülük az északnyugati a magasabb. Ennek egy 50–70 méter átmérőjű krátere is van. A kisebb csúcs neve Cerro Concepción.

## Elhelyezkedése

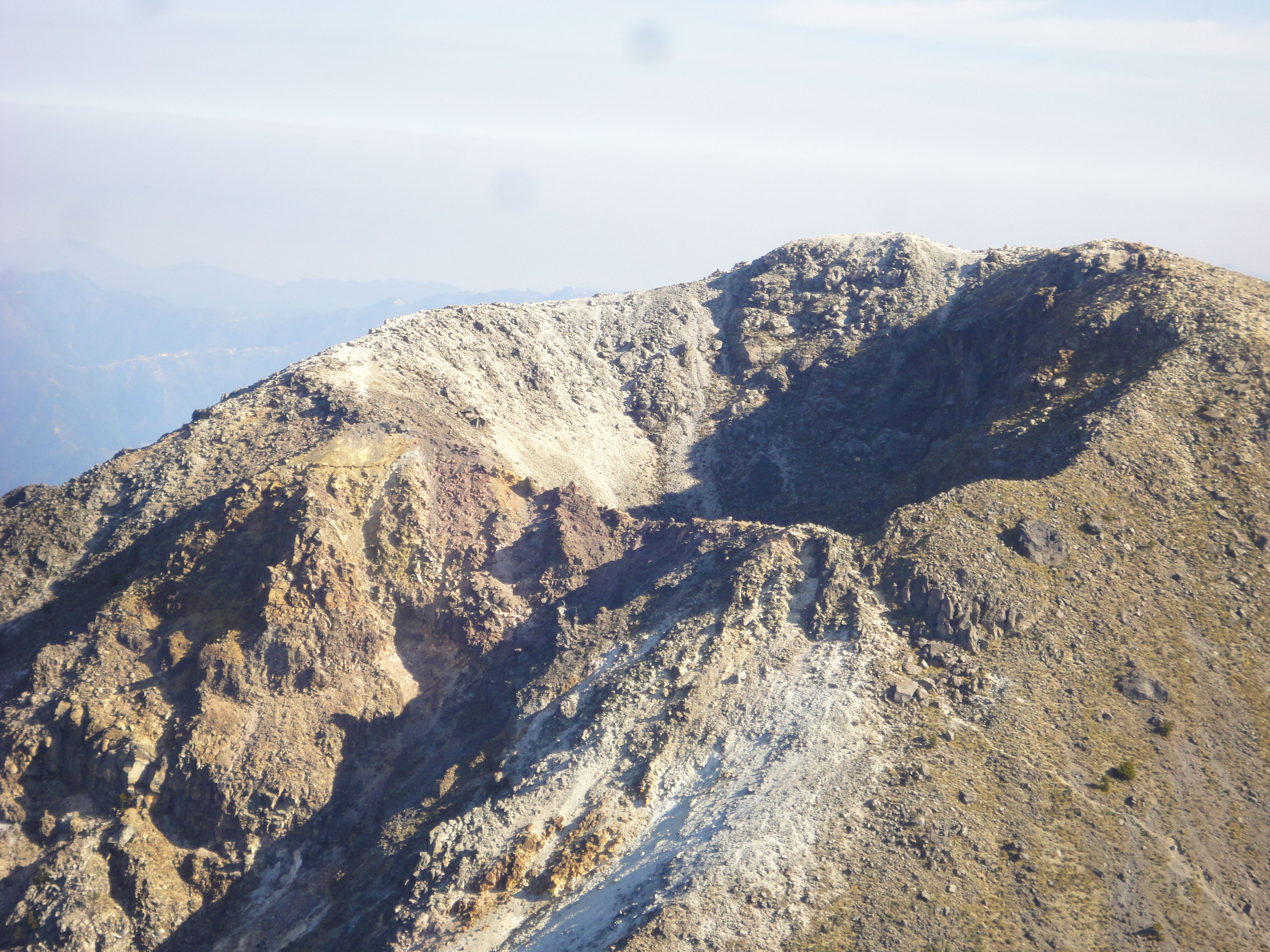
A Tajumulco krátere

A Tajumulco Guatemala délnyugati részén, San Marcos megye Tajumulco községének területén található. A mexikói Chiapas állam határától körülbelül 17 km-re emelkedő csúcs a Chiapasi-Sierra Madre (Középső-Kordillerák) hegyláncaihoz tartozik.

## Története
A régóta alvó vulkánnak több kitörését valószínűsíthetjük, de egyikre sincs erős bizonyíték. 1765. október 24-én a vulkánból származó kövek végeztek pusztítást a környező házakban, de lehetséges, hogy ez nem kitörés, hanem kőlavina volt. 1808 előtti kitörésekről is származnak feljegyzések, majd az 1820-as évek elején és 1863-ban is történhetett egy-egy, egy kiadatlan kézirat pedig egy 1893-as kitörésről is tudósít.
A guatemalai Nemzeti Földrajzi Intézet a csúcson háromszögelési pontot is létesített.

## Megmászása
A Tajumulcót az időjárás miatt legcélszerűbb novembertől januárig meglátogatni. Az ajánlott útvonal az Ixchiguán községben található Tuichán faluból indul. A felmászás körülbelül 5, a leereszkedés 3 órát vesz igénybe.